# Aquädukt Mauer

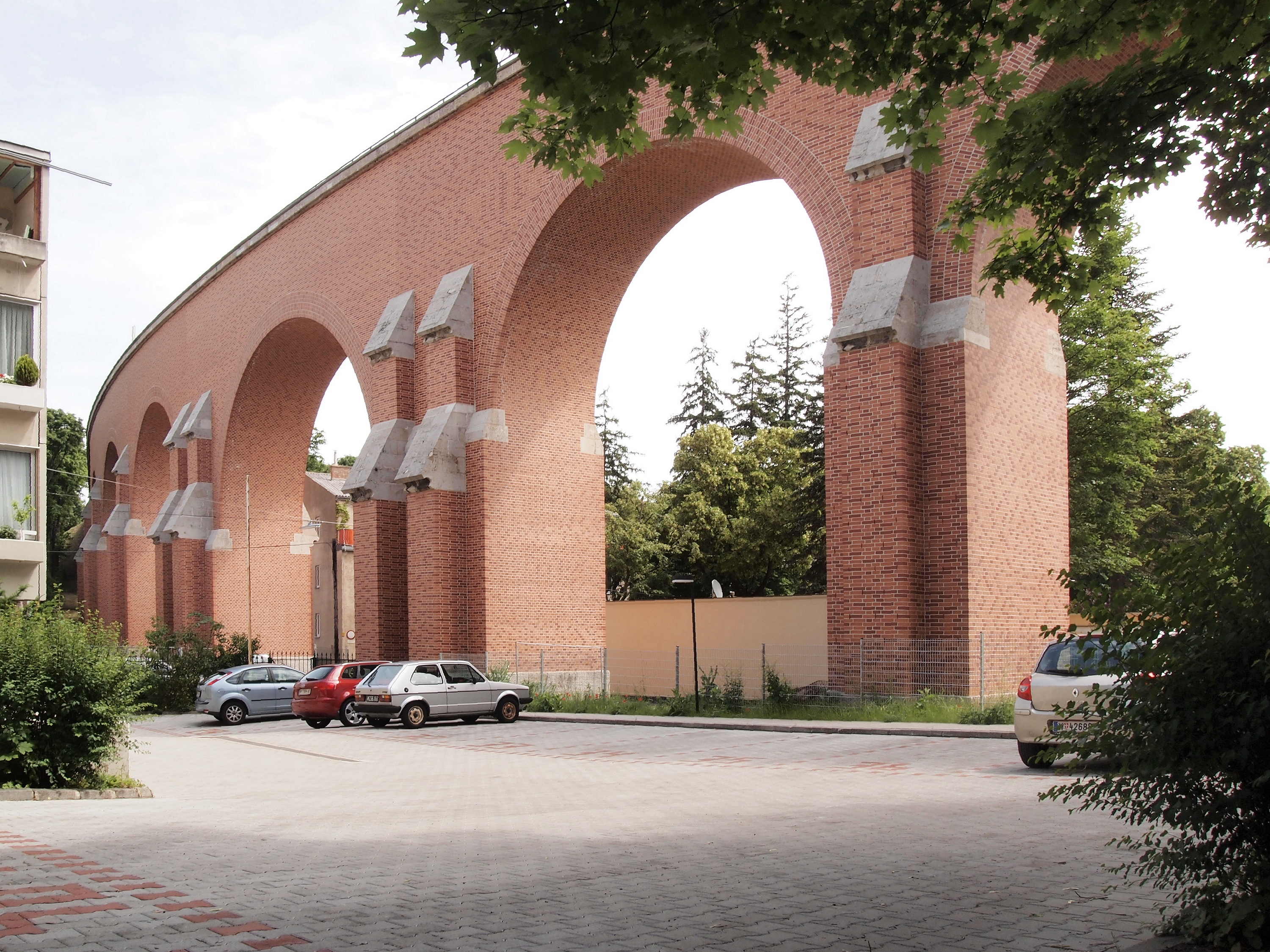
Aquädukt Mauer

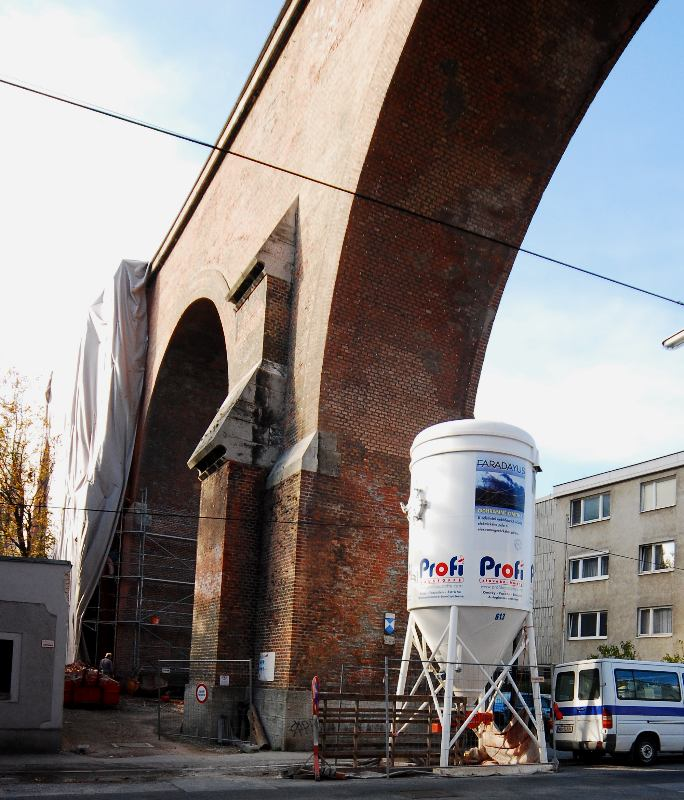
Während der Generalsanierung (2008)

Der Aquädukt Mauer ist ein denkmalgeschütztes Bauwerk der Wiener Wasserversorgung im Verlauf der I. Wiener Hochquellenwasserleitung im 23. Wiener Gemeindebezirk Liesing.
Der kurvenförmig errichtete und 23 Meter hohe Aquädukt überquert die Endresstraße im Bezirksteil Mauer. Seine Gesamtlänge, von der nur rund 200 Meter frei sichtbar sind, beträgt 533 Meter. Das Bauwerk steht unter dem Schutz der Haager Konvention zum Schutz von Kulturgut bei bewaffneten Konflikten.
60 Bogenstellungen mit je rund 1,3 bis 1,9 Metern Spannweite sind überschüttet und daher nicht sichtbar. Frei stehend sind 12 Bogenstellungen mit je rund 12 Metern und eine mit rund 16 Metern Spannweite.
Zwischen 1870 und 1873 wurde dieser Talübergang zwischen Sauberg (259 m) und Steinberg (251 m) aus nicht frostbeständigen Ziegeln sowie Quader- und Bruchsteinen errichtet. Feuchtigkeit und der Temperaturwechsel setzten den Ziegeln so zu, dass das Bauwerk nach einer von den Wiener Wasserwerken entwickelten und bei der zwischen 1999 und 2004 erfolgten Sanierung des ebenfalls zur I. Wiener Hochquellenleitung gehörenden Aquädukts Mödling angewandten Methode saniert werden musste. Dabei wurde die äußere Mauerschicht mit Hilfe eines Seilschneideverfahrens entfernt und anschließend eine neue Mauer errichtet. Zwischen neuer Mauer und altem Bestand wurde ein Abstand gelassen, so dass die so hinterlüftete Fassade sowohl den Bestand sichert als auch vor Wettereinflüssen schützt. Auch Teile der tragenden Bogenkonstruktion wurden erneuert. Der Aquädukt wurde während der Sanierungsarbeiten, die 2007 begannen und im Juni 2011 abgeschlossen wurden, weiter für die Wasserversorgung genutzt. Die Kosten wurden auf rund 8 Millionen Euro veranschlagt.
Das Gewölbe des Leitungskanals wurde aus konischen Formziegeln gemauert. Nach oben hin wurde der Leitungskanal mit Bruchsteinpflaster, das an den Seiten des Aquädukts durch Gesimsquader eingefasst wurde, abgedeckt. Später wurde als zusätzlicher Wetterschutz ein Asphaltüberzug, dem „Boschin“ – eine Anstrichmasse aus Asphalt und Kautschuk – beigemengt war, aufgebracht. Aufgabe des Boschins war es, den Asphalt elastisch zu erhalten und Rissbildungen zu vermeiden.